# Himatnagar
Himatnagar là một thành phố và khu đô thị của quận Sabar Kantha thuộc bang Gujarat, Ấn Độ.

## Địa lý
Himatnagar có vị trí 23°36′B 72°57′Đ / 23,6°B 72,95°Đ Nó có độ cao trung bình là 127 mét (416 feet).

## Nhân khẩu
Theo điều tra dân số năm 2001 của Ấn Độ, Himatnagar có dân số 58.267 người. Phái nam chiếm 52% tổng số dân và phái nữ chiếm 48%. Himatnagar có tỷ lệ 77% biết đọc biết viết, cao hơn tỷ lệ trung bình toàn quốc là 59,5%: tỷ lệ cho phái nam là 81%, và tỷ lệ cho phái nữ là 72%. Tại Himatnagar, 11% dân số nhỏ hơn 6 tuổi.